# Trójkąt Hesselbacha
Trójkąt Hesselbacha (łac. trigonum Hesselbachi), dół pachwinowy przyśrodkowy (łac. fossa inguinalis medialis) – struktura anatomiczna leżąca w pachwinie, opisana po raz pierwszy przez Franza Kaspara Hesselbach (1759-1816).

## Ograniczenia trójkąta
Trójkąt Hesselbacha jest przestrzenią odgraniczoną od góry przez tętnicę i żyłę nabrzuszną dolną (łac. arteria et vena epigastrica inferior), od strony przyśrodkowej przez boczny brzeg mięśnia prostego brzucha (łac. margo lateralis musculi recti abdominis), od strony boczno-dolnej przez więzadło pachwinowe (łac. ligamentum inguinale, ligamentum Pouparti).

## Znaczenie kliniczne

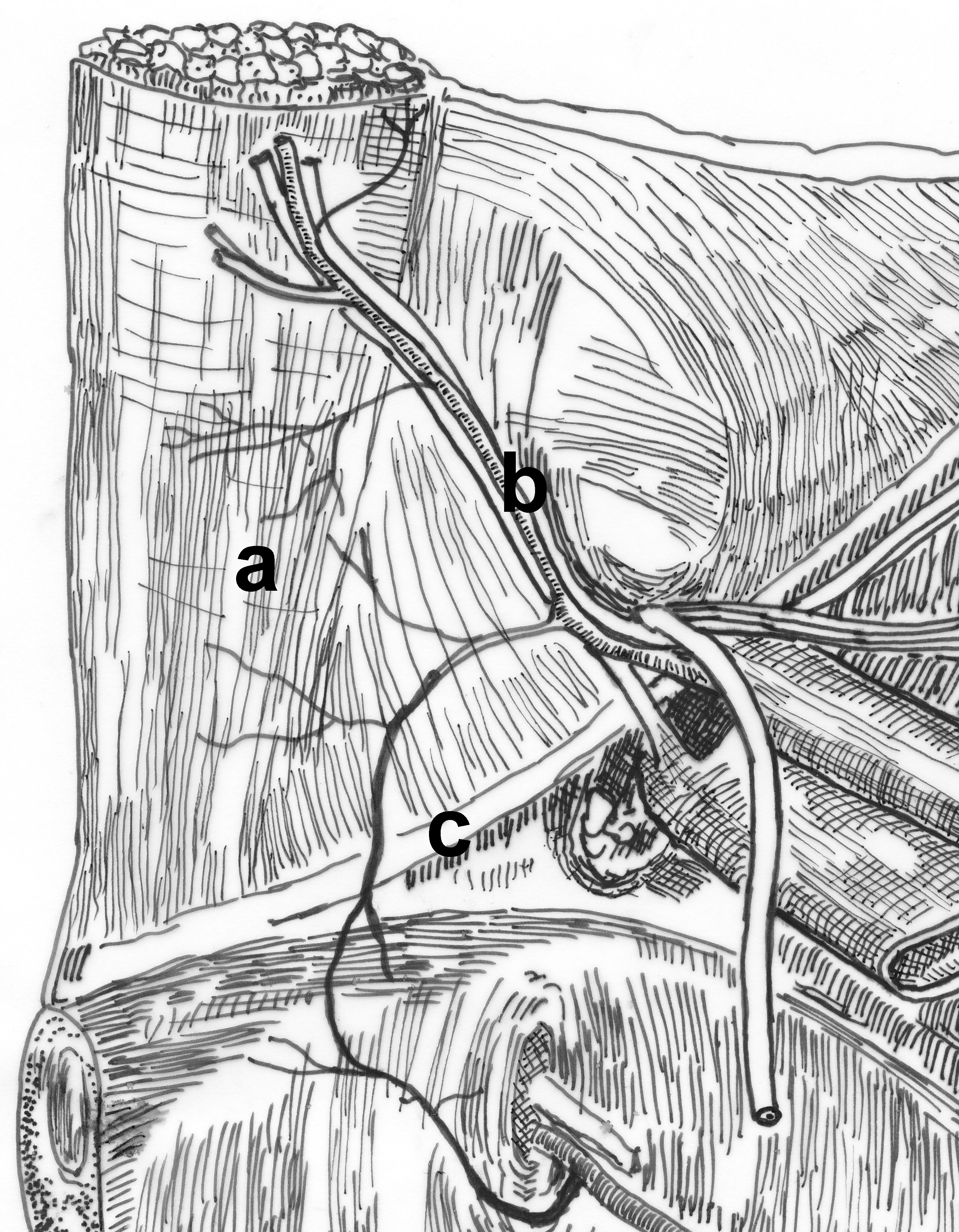
Ograniczenia trójkąta Hesselbacha
a. mięsień prosty brzucha; b. naczynia nabrzuszne dolne; c. więzadło pachwinowe

W trójkącie Hesselbacha mogą występować przepukliny pachwinowe proste (przyśrodkowe) (łac. hernia ingunalis directa vel medialis) i przepukliny nadpęcherzowe zewnętrzne (łac. hernia suprapubica externa).

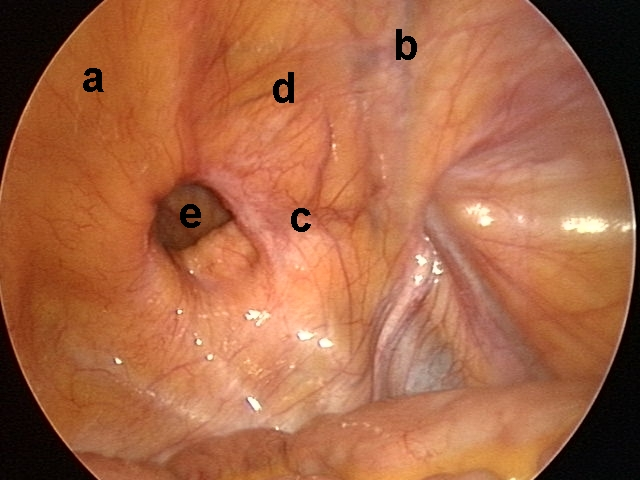
Widok laparoskopowy okolicy pachwinowej
a. mięsień prosty brzucha; b. naczynia nabrzuszne dolne; c. więzadło pachwinowe; d. trójkąt Hesselbacha; e. przepuklina pachwinowa prosta